# Robertsfors
Robertsfors ist ein Ort (tätort) in der schwedischen Provinz Västerbottens län und der historischen Provinz Västerbotten. Der Ort liegt 60 km nordöstlich von Umeå an der Europastraße E4 und ist Hauptort der gleichnamigen Gemeinde.

## Geschichte
Robertsfors ist ein alter Industrieort. 1758 wurde ein Hüttenwerk gegründet, das 1782 durch ein Hammerwerk und weitere Einrichtungen erweitert wurde. Im Laufe der weiteren Entwicklung wurden ein Hafen, eine Werft u. a. angelegt, ebenso die Bahnstrecke Robertsfors–Sikeå im Jahr 1878 erbaut. Das Hütten- und Hammerwerk wurde in den 1890er Jahren stillgelegt und heute befindet sich auf dessen Areal ein Industriemuseum.

## Wirtschaft
Das Industrieunternehmen ABB hatte einst ein unter dem Namen ASEA bekanntes Werk in Robertsfors in dem Industriediamanten hergestellt wurden. Zuletzt wurden Industriediamanten durch „Element Six“ hergestellt, die jedoch ihren Standort nach Afrika verlagerten. Im Ort lag einst  auch die nördlichste Glashütte Schwedens, in der handgeblasene Gläser hergestellt werden.

## Sehenswürdigkeiten
- Kirche

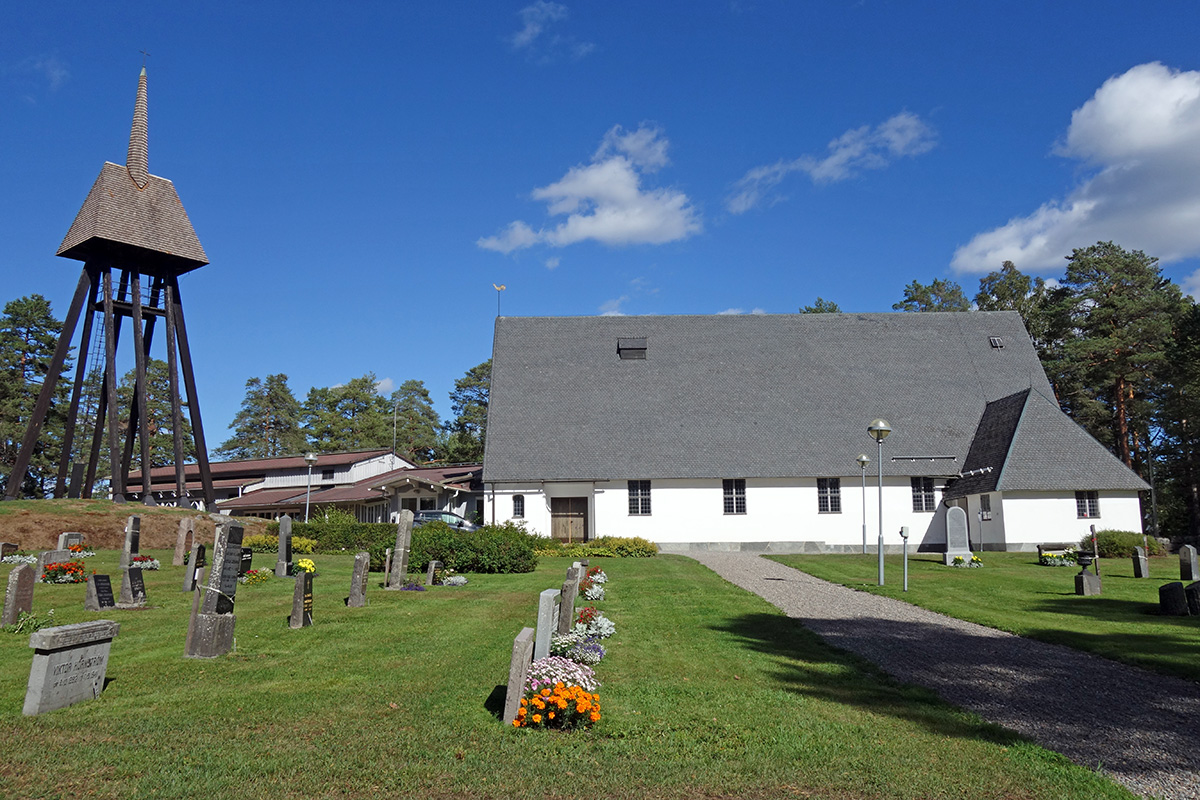
Kirche Robertsfors
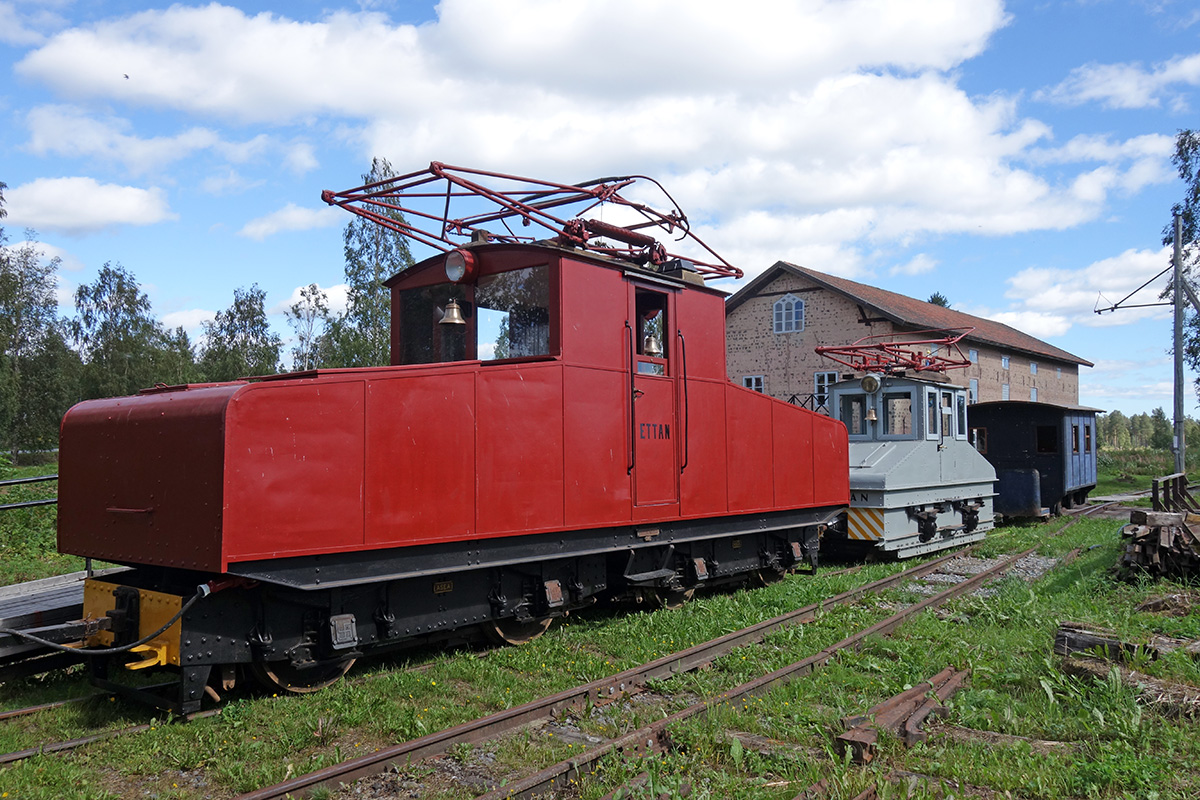
Zwei elektrische Lokomotiven („Ettan“ und „Femman“) und ein Personenwagen bei der Museumseisenbahn von Robertsfors., im Hintergrund das Mühlenmuseum

## Persönlichkeiten
- Sahara Hotnights, schwedische Rockband
- Frida Hyvönen (* 1977), Singer-Songwriterin